# Carlo Acquaviva d'Aragona
Carlo Acquaviva d'Aragona (Napoli, 26 dicembre 1823 – Giulianova, 14 dicembre 1892) è stato un nobile e politico italiano, conte di Castellana.

## Biografia
Figlio del duca di Atri Giovanni Girolamo V Acquaviva d'Aragona e di Maria Giulia Colonna di Stigliano, e fratello cadetto di Luigi, erede dei titoli paterni, visse prevalentemente a Giulianova, ove la sua famiglia conservava le residenze del palazzo ducale e della villa detta "La Montagnola". Usò in società il titolo della propria famiglia di conte di Castellana, con il quale è spesso citato. Sposò Alexandra Alexandrovna Obreskova, figlia di un diplomatico russo, dalla quale ebbe tre figli.
Di orientamento liberale ed anti-borbonico, come gli altri membri della famiglia, militò nella Destra storica e fu deputato del Regno d'Italia per il collegio di Giulianova dal 1861 al 1876, nelle legislature VIII, IX, X, XI e XII; alle elezioni del 1876 perse il seggio a favore di Giuseppe Cerulli Irelli, che rappresentava la Sinistra storica, per la prima volta vincitrice a livello nazionale. Fu poi nominato senatore del Regno d'Italia nella XVII legislatura nel 1890.

## Ascendenza
|                                                          |                                              |                                              | Genitori                                                |  |  | Nonni |  |  | Bisnonni                                                 |  |  | Trisnonni                                            |  |
|                                                          |                                              |                                              |                                                         |  |  |       |  |  | Giovanni Girolamo Acquaviva d'Aragona, XII duca di Nardò |  |  | Giulio Antonio Acquaviva d'Aragona, XI duca di Nardò |  |
|                                                          |                                              |                                              |                                                         |  |  |       |  |  | Giovanni Girolamo Acquaviva d'Aragona, XII duca di Nardò |  |  | Giulio Antonio Acquaviva d'Aragona, XI duca di Nardò |  |
|                                                          |                                              | Maria Teresa Spinelli                        |                                                         |  |  |       |  |  | Giovanni Girolamo Acquaviva d'Aragona, XII duca di Nardò |  |  |                                                      |  |
| Giulio Antonio Acquaviva d'Aragona, XIII duca di Nardò   |                                              |                                              |                                                         |  |  |       |  |  | Giovanni Girolamo Acquaviva d'Aragona, XII duca di Nardò |  |  |                                                      |  |
|                                                          |                                              | Maria Giuseppa Spinelli                      | Francesco II Spinelli, VII principe di Scalea           |  |  |       |  |  |                                                          |  |  |                                                      |  |
|                                                          |                                              | Maria Giuseppa Spinelli                      | Francesco II Spinelli, VII principe di Scalea           |  |  |       |  |  |                                                          |  |  |                                                      |  |
|                                                          |                                              | Maria Giuseppa Spinelli                      | Maria Rosa Pignatelli d'Aragona Cortés                  |  |  |       |  |  |                                                          |  |  |                                                      |  |
| Giovanni Girolamo Acquaviva d'Aragona, XIV duca di Nardò |                                              | Maria Giuseppa Spinelli                      |                                                         |  |  |       |  |  |                                                          |  |  |                                                      |  |
|                                                          |                                              | Antonio II Spinelli, VIII principe di Scalea | Francesco II Spinelli, VII principe di Scalea (= 18)    |  |  |       |  |  |                                                          |  |  |                                                      |  |
|                                                          |                                              | Antonio II Spinelli, VIII principe di Scalea | Francesco II Spinelli, VII principe di Scalea (= 18)    |  |  |       |  |  |                                                          |  |  |                                                      |  |
|                                                          |                                              | Antonio II Spinelli, VIII principe di Scalea | Maria Rosa Pignatelli d'Aragona Cortés (= 19)           |  |  |       |  |  |                                                          |  |  |                                                      |  |
| Maria Teresa Spinelli                                    |                                              | Antonio II Spinelli, VIII principe di Scalea |                                                         |  |  |       |  |  |                                                          |  |  |                                                      |  |
|                                                          |                                              | Giovanna de Cárdenas                         | Alfonso IV de Cárdenas, VIII conte di Acerra            |  |  |       |  |  |                                                          |  |  |                                                      |  |
|                                                          |                                              | Giovanna de Cárdenas                         | Alfonso IV de Cárdenas, VIII conte di Acerra            |  |  |       |  |  |                                                          |  |  |                                                      |  |
|                                                          |                                              | Giovanna de Cárdenas                         | Caterina Pignatelli di Monteleone                       |  |  |       |  |  |                                                          |  |  |                                                      |  |
| Carlo Acquaviva d'Aragona                                |                                              | Giovanna de Cárdenas                         |                                                         |  |  |       |  |  |                                                          |  |  |                                                      |  |
|                                                          | Marcantonio Colonna, III principe di Sonnino | Ferdinando Colonna, II principe di Sonnino   |                                                         |  |  |       |  |  |                                                          |  |  |                                                      |  |
|                                                          | Marcantonio Colonna, III principe di Sonnino | Ferdinando Colonna, II principe di Sonnino   |                                                         |  |  |       |  |  |                                                          |  |  |                                                      |  |
|                                                          | Marcantonio Colonna, III principe di Sonnino | Maria Luisa Caracciolo di Santobuono         |                                                         |  |  |       |  |  |                                                          |  |  |                                                      |  |
| Andrea Colonna, I principe di Stigliano                  | Marcantonio Colonna, III principe di Sonnino |                                              |                                                         |  |  |       |  |  |                                                          |  |  |                                                      |  |
|                                                          |                                              | Giulia d'Avalos d'Aquino d'Aragona           | Andrea d'Avalos d'Aquino d'Aragona, VII duca di Celenza |  |  |       |  |  |                                                          |  |  |                                                      |  |
|                                                          |                                              | Giulia d'Avalos d'Aquino d'Aragona           | Andrea d'Avalos d'Aquino d'Aragona, VII duca di Celenza |  |  |       |  |  |                                                          |  |  |                                                      |  |
|                                                          |                                              | Giulia d'Avalos d'Aquino d'Aragona           | Beatrice Cosima Antonia Caracciolo di Celenza           |  |  |       |  |  |                                                          |  |  |                                                      |  |
| Maria Giulia Colonna di Stigliano                        |                                              | Giulia d'Avalos d'Aquino d'Aragona           |                                                         |  |  |       |  |  |                                                          |  |  |                                                      |  |
|                                                          |                                              | Carlo Ruffo, V principe di Sant'Antimo       | Francesco Ruffo, VI duca di Bagnara                     |  |  |       |  |  |                                                          |  |  |                                                      |  |
|                                                          |                                              | Carlo Ruffo, V principe di Sant'Antimo       | Francesco Ruffo, VI duca di Bagnara                     |  |  |       |  |  |                                                          |  |  |                                                      |  |
|                                                          |                                              | Carlo Ruffo, V principe di Sant'Antimo       | Ippolita d'Avalos                                       |  |  |       |  |  |                                                          |  |  |                                                      |  |
| Cecilia Ruffo di Sant'Antimo                             |                                              | Carlo Ruffo, V principe di Sant'Antimo       |                                                         |  |  |       |  |  |                                                          |  |  |                                                      |  |
|                                                          |                                              | Anna Cavaniglia di San Giovanni Rotondo      | Troiano Cavaniglia, VI duca di San Giovanni Rotondo     |  |  |       |  |  |                                                          |  |  |                                                      |  |
|                                                          |                                              | Anna Cavaniglia di San Giovanni Rotondo      | Troiano Cavaniglia, VI duca di San Giovanni Rotondo     |  |  |       |  |  |                                                          |  |  |                                                      |  |
|                                                          |                                              | Anna Cavaniglia di San Giovanni Rotondo      | Cecilia da Ponte, IV duchessa di Flumeri                |  |  |       |  |  |                                                          |  |  |                                                      |  |
|                                                          |                                              | Anna Cavaniglia di San Giovanni Rotondo      |                                                         |  |  |       |  |  |                                                          |  |  |                                                      |  |